# Шираз (самаркандский)
Шираз (узб. Sheroz Шероз) — село, находившееся к востоку от Самарканда на территории современного Булунгурского тумана Самаркандской области Узбекистана. 

## История
Село Шираз было основано Тимуром в конце XIV века и названо в честь крупного иранского города Шираз.
В селе Шираз в марте 1405 года тимурид Халиль-Султан был встречен самаркандскими вельможами, которые нарушив завещание Тимура, приветствовали его как наследника престола. В этом же селе 30 марта 1409 года Халил Султан был пленён полководцем Тимура.
10 июня 1451 года в местности Кутван в современной Булунгурской степи у села Шираз произошло сражение между тимуридами Абу-Сеидом и Абдулла ибн Ибрагим султаном. Абдулла ибн Ибрагим потерпел полное поражение и был убит по приказу Абу Сеида.